# Карамихас, Клеантис
Клеа́нтис Карами́хас (греч. Κλεάνθης Καραμίχας, Метсово, ном Янина, Греция) — греческий биатлонист, участник двух чемпионатов мира.

## Биография
Родился в небольшом греческом городе Метсово. В биатлон пришёл в 16 лет. В 2006 году дебютировал в Кубке IBU. Дважды принимал участие на Чемпионатах мира среди юниоров.
Впервые на этапах Кубке мира выступил в 2009 году в Эстерсунде, где занял предпоследнее 130-е место.
Участник чемпионатов мира 2012 и 2013 годах. Параллельно Карамихас также выступал на соревнованиях по лыжным гонкам.
Биатлонист не является профессиональным спортсменом, поэтому в свободное время он занимается бизнесом.

### Участие в Чемпионатах мира
| Год  | Место проведения | Инд | Спр | Прс | Эст |
| 2012 | ЧМ Рупольдинг    | 125 | DNS | —   | —   |
| 2013 | ЧМ Ново-Место    | 127 | 135 | —   | —   |
| 2015 | ЧМ Контиолахти   | 124 | 117 | —   | —   |